# Bernadette Laclais
Bernadette Laclais, née le 10 mars 1967 à Chambéry, est une femme politique française.
Après plusieurs mandats locaux pour le Parti socialiste, elle est élue en 2007 maire de Chambéry. Vice-présidente du conseil régional Rhône-Alpes pendant onze ans, elle est élue députée de la quatrième circonscription de la Savoie aux élections législatives de 2012. Elle n'est pas réélue à la mairie de Chambéry en 2014 et à la députation en 2017.
Elle quitte le PS en 2020 pour rejoindre Territoires de progrès, parti associé à la majorité présidentielle.

## Études et carrière professionnelle
Bernadette Laclais, fille d'un employé des chantiers des barrages EDF et d'une institutrice, passe son enfance en Maurienne, avant de suivre des études secondaires à Chambéry. Elle est ensuite admise à l'Institut d'études politiques de Grenoble, puis en 1988 à l'Institut d'urbanisme de Grenoble dont elle suit les cours en parallèle de son premier emploi, un poste de secrétaire de mairie d’une petite commune iséroise.
À la fin de ses études, elle devient chef de cabinet du maire de Pontcharra. En 1995, élue conseillère municipale de Chambéry, Bernadette Laclais démissionne pour devenir à 28 ans la directrice de cabinet du maire de Chambéry Louis Besson, où elle succède à Thierry Repentin. Avec ce dernier, elle incarne le renouvellement socialiste en Savoie après Jean-Pierre Cot, Roger Rinchet et Louis Besson.

## Vice-présidente de la région Rhône-Alpes
Lors des élections de 1998 elle est élue conseillère régionale, puis est désignée présidente de la Commission de la Culture. Elle fait alors parmi les plus actives opposantes à l'alliance entre le RPR et le FN. Trois ans plus tard, en 2001, elle est élue première adjointe au maire de Chambéry, de nouveau Louis Besson, chargée des Finances, de l'organisation générale, des ressources humaines et de l’urbanisme.
En 2004, après avoir été tête de liste pour le Parti socialiste en Savoie lors des régionales, elle est élue vice-présidente déléguée à la Culture du Conseil régional de Rhône-Alpes auprès du président Jean-Jack Queyranne. En 2007 elle devient vice-présidente déléguée à l'Enseignement et à la Formation professionnelle.
Candidate aux législatives de 2002 et 2007, elle a par deux fois mis en ballotage, sans succès, le député Michel Bouvard (UMP) qui sera réélu lors des scrutins. Bernadette Laclais est membre du Conseil national du Parti socialiste et est vice-présidente de la Fédération nationale des élus socialistes et républicains.
Lors des élections régionales suivantes, elle est désignée tête de liste pour le Parti socialiste et est réélue, obtenant même 58,01 % dans sa commune. Elle devient ensuite vice-présidente aux transports, aux déplacements et aux infrastructures, chargée notamment des TER.
Elle démissionne de ce poste en juillet 2012 pour raison de cumul des mandats à la suite de son élection comme députée.

## Maire de Chambéry
En août 2007, Louis Besson démissionne de la mairie de Chambéry, expliquant avoir accompli le mandat de six ans pour lequel il avait été élu en 2001, et indique souhaiter que sa première adjointe lui succède pour favoriser le renouvellement de génération et de projets, sans rupture avec la politique conduite depuis 1989. Le 6 septembre 2007 elle devient la première femme maire de Chambéry. Après François Marcet, Francis Ampe et Louis Besson, elle est le quatrième maire socialiste de Chambéry. Sa grande fierté est de « voir que Chambéry est citée régulièrement dans les classements nationaux pour sa qualité de vie, son dynamisme et sa solidarité.».
Le 9 janvier 2008, elle annonce se représenter à la mairie de Chambéry, soutenue par le Parti socialiste. Elle y est réélue le 9 mars face à quatre autres listes, avec 50,14 % des voix dès le premier tour, à la tête d'une liste d'union de la gauche étendue au MoDem. Elle sera ensuite réélue vice-présidente de Chambéry métropole.
Le 30 mars 2014, à l'issue du second tour des élections municipales, sa liste n'obtient que 45,26 % des voix contre 54,74 % pour celle conduite par le candidat UMP-UDI Michel Dantin. Ce dernier lui succède au poste de maire le 4 avril suivant.

## Députée
Elle est élue le 20 juin 2012 députée de la 4e circonscription de la Savoie, nouvellement créée. Le 12 février 2013, elle est une des rares députés du groupe socialiste à voter contre le projet de loi ouvrant le mariage aux couples de même sexe. Elle échoue à se faire réélire lors des élections législatives de 2017 face à Patrick Mignola du Mouvement démocrate.

## Après la députation
Bernadette Laclais rejoint Territoires de progrès en 2020, une scission du PS se positionnant comme l'aile gauche de la majorité d'Emmanuel Macron. Elle est la déléguée départementale du mouvement en Savoie.
Elle devient chevalier de la Légion d’honneur en 2019.

## Mandats actuels
- Conseillère municipale d'opposition de Chambéry depuis avril 2014

## Anciens mandats
- Conseillère régionale de Rhône-Alpes, (1998-juillet 2012)
  - vice-présidente chargée des politiques culturelles puis des formations professionnelles durant le mandat 2004-2010
  - vice-présidente aux transports, aux déplacements et aux infrastructures de 2010 à 2012.
- Vice-présidente de Chambéry métropole chargée des équipements sportifs de 2001 à 2008[13] et depuis 2008 chargée du projet d'agglomération et des politiques contractuelles[14].
- Première adjointe au Maire de Chambéry, de 2001 à 2007
- Maire de Chambéry, (septembre 2007-avril 2014)